# Mộ Dung bộ

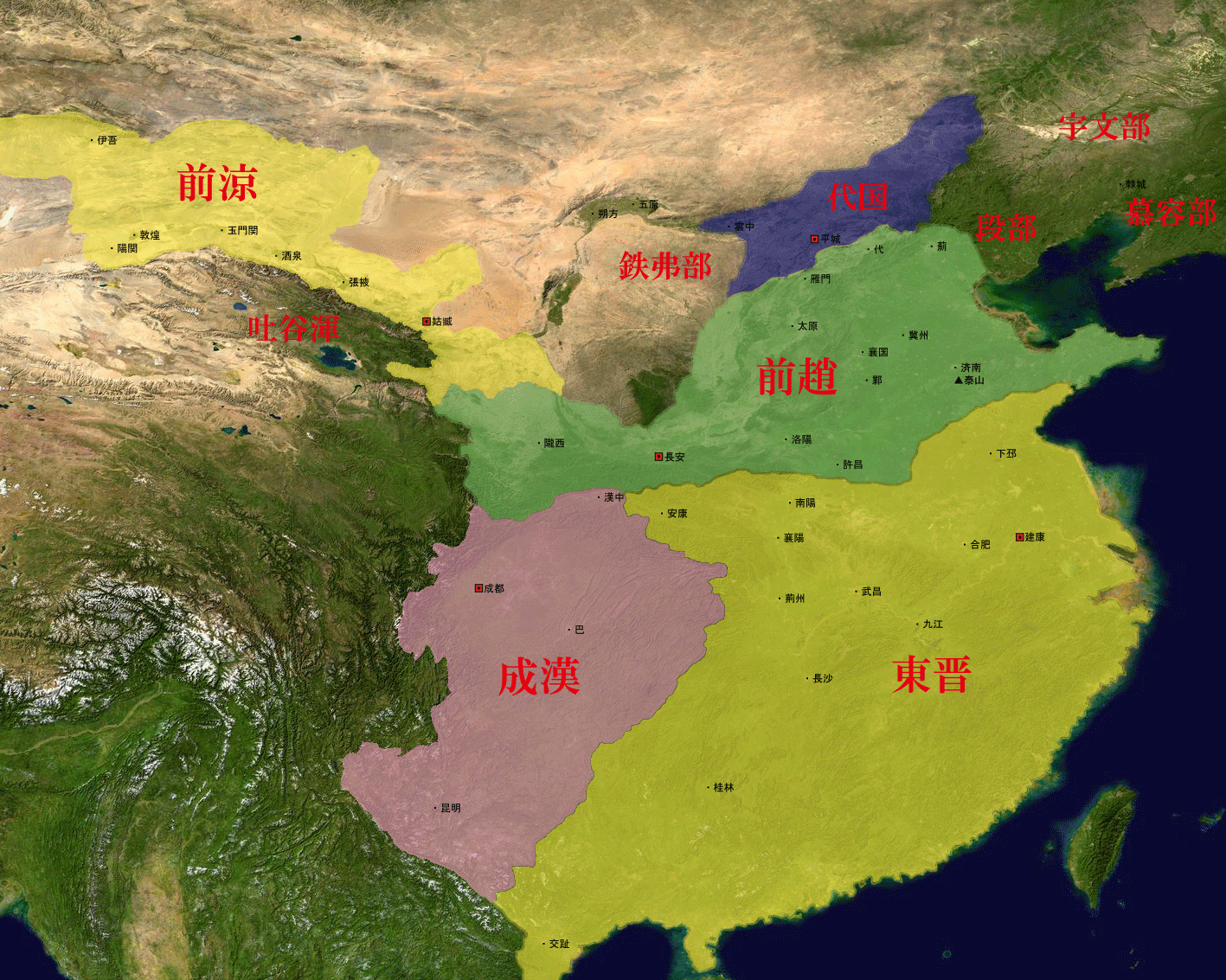
Mộ Dung bộ (慕容部) cát cứ ở Liêu Đông thời kỳ đầu Ngũ Hồ loạn Hoa

Mộ Dung bộ (tiếng Trung: 慕容部) là một bộ lạc lớn của tộc Tiên Ti thời kỳ Ngụy-Tấn. Những năm đầu Tào Ngụy, thủ lĩnh Mạc Hộ Bạt đã suất bộ chúng thiên cư đến Liêu Tây, có công theo Tư Mã Ý đánh Công Tôn Uyên, được triều đình phong tước "Suất Nghĩa vương", bắt đầu xây thành ở phía bắc Cức Thành (棘城, nay thuộc Triều Dương, Liêu Ninh). Mạc Hộ Bật sau đổi tên thành Mộ Dung Yên.
Tôn tử của Mộ Dung Yên là Mộ Dung Thiệp Quy được triều đình Trung Nguyên phong là Tiên Ti thiền vu, thiên cư đến Liêu Đông, bắt đầu Hán hóa. Mộ Dung Thiệp Quy có trưởng tử là Mộ Dung Thổ Dục Hồn dẫn bộ chúng thiên di về phía tây đến Hà Hoàng.
Năm Thái Khang thứ 10 (289) thời Tây Tấn, Mộ Dung bộ thiên cư đến Thanh Sơn thuộc Đồ Hà. Năm Nguyên Khang thứ 4 (294), Mộ Dung bộ di cư đến Đại Cức Thành, học cách làm nghề nông, đặt pháp chế như của người Hán. Những năm đầu Vĩnh Gia, Mộ Dung Hối tự xưng là Tiên Ti đại thiền vu.
Sau Bát vương chi loạn, Mộ Dung bộ cát cứ Liêu Đông, sau lại đánh bại Đoàn bộ Tiên Ti và Vũ Văn bộ Tiên Ti, trở thành thế lực hùng mạnh nhất vùng Đông Bắc Trung Quốc. Mộ Dung bộ tuy vậy vẫn triều cống cho triều Tấn, đến thời Mộ Dung Hoảng thì tự xưng là Yên vương, lập ra nước Tiền Yên. Sau đó, Mộ Dung Tuấn tiêu diệt Nhiễm Ngụy, chiếm lĩnh Trung Nguyên. Trong số các nước thời thập lục quốc, các nước Tiền Yên, Hậu Yên, Tây Yên và Nam Yên đều do các thành viên Mộ Dung bộ kiến lập.